# Archidiecezja Cincinnati
Archidiecezja Cincinnati (łac. Archidioecesis Cincinnatensis, ang. Archdiocese of Cincinnati) – diecezja rzymskokatolicka z siedzibą w Cincinnati, w stanie Ohio, Stany Zjednoczone.
Obejmuje terytorialnie część metropolii Cincinnati w stanie Ohio, miasto Dayton i inne hrabstwa, w południowo-zachodnim regionie stanu Ohio.
Archikatedrą diecezjalną jest katedra św. Piotra w Okowach w Cincinnati.

## Historia
Diecezja Cincinnati została kanonicznie erygowana 19 czerwca 1821 przez papieża Piusa VII bullą Inter Multiplices. Wyodrębniona została z północnych terenów diecezji Bardstown (stany Ohio, Michigan i Wisconsin).
W tym czasie był niepisany zakaz budowania kościołów katolickich w Cincinnati. Pierwszy kościół został więc wybudowany poza jej granicami. Katedrą została mała kaplica dwie mile od Cincinnati, a biskup, wraz z dwoma kapłanami, rezydował w wynajętym mieszkaniu. 
8 marca 1833 roku diecezja utraciła część swego terytorium, decyzją papieża Grzegorza XVI na rzecz nowo powstałej diecezji Detroit i ponownie 23 kwietnia 1847 roku, kiedy papież Pius IX powołał diecezję Cleveland.
19 lipca 1850 roku papież Pius IX podniósł diecezji do rangi archidiecezji.
Archidiecezja posiada diecezjalny dziennik katolicki "The Catholic Telegraph". Jest on najstarszym, nieprzerwanie opublikowanym, katolickim dziennikiem diecezjalnym w Stanach Zjednoczonych.

## Biskupi diecezjalni
1. Biskup Edward Dominic Fenwick OP (1822–1833)
2. Biskup John Baptist Purcell (1833–1883)
3. Arcybiskup William Henry Elder (1883–1903)
4. Arcybiskup Henry Moeller (1903–1925)
5. Arcybiskup John McNicholas OP (1925–1950)
6. Arcybiskup Karl Joseph Alter (1950–1969)
7. Arcybiskup Paul Leibold (1969–1972)
8. Kardynał Joseph Bernardin (1972–1982)
9. Arcybiskup Daniel Pilarczyk (1982–2009)
10. Arcybiskup Dennis Schnurr (2009–2025)
11. Arcubiskup Robert Casey (od 2025)